# Charlotte Baut
Charlotte Baut née le 30 octobre 1974 à Saulieu est une animatrice et productrice de télévision française exerçant en Belgique.

## Biographie
Elle étudie à l'Institut supérieur de la communication, de la presse et de l'audiovisuel (ISCPA) de Paris[réf. souhaitée] puis collabore avec Jean-Luc Delarue.
À partir de 2001, elle présente différents magazines (Doc de Choc, Entrée interdite, Face à Face ou Pour ou contre) sur la chaine belge RTL-TVI. Elle n'apparait plus à l'antenne à partir de 2017 et devient productrice de Place Royale.
Elle est remerciée en 2018 lors d'un plan de restructuration de RTL. Elle prend alors la direction de l'agence de communication, The Louise Company.
Depuis 2020, elle officie sur la chaine belge francophone LN24 dans le talk-show Les Visiteurs du soir.